# بادي هوغن
بادي هوغن (بالإنجليزية: Paddy Hogan)‏ هو لاعب قذف أيرلندي، ولد في 9 مايو 1987 في Danesfort ‏ في جمهورية أيرلندا.